# خان‌ببین
خان به بین شهری از توابع  بخش فندرسک شهرستان رامیان در استان گلستان است.
خان ببین زادگاه حکیم نامی، ابوالقاسم میرفندرسکی، است. این شهر در غرب ۵۵ کیلومتر از شهر گرگان و از سوی شرق ۳۰ کیلومتر از شهر گنبد کاووس فاصله دارد.
زندگی در شهر همراه با کاروکسب وجود دارد از جمله بازارهفتگی شهر موسوم به پنجشنبه‌بازار.
مساحت خان‌ببین بیش از ۱۳۰۰ هکتار و جمعیتش در سال۱۳۹۵، برابر با ۱۰.۸۷۸ نفر بوده‌است.نام اصلی شهر خان به بین بوده که به مرور زمان به خان ببین تغییر یافته است

## تاریخ
از اماکن تاریخی می‌توان از سه تپه نام برد که مربوط به اواخر هزاره دوم قبل از میلاد است و در ۵ کیلومتری غرب شهر قرار دارد.
رابینو در سفرنامه مازندران و استرآباد خود صفحه ۱۹۵، نام این آبادی را خان به بین ذکر کرده.

## مراکز فرهنگی و مذهبی
ازمیان مراکز فرهنگی شهر می‌توان از: دانشسرای تربیت معلم خان ببین، و دبیرستان جابر بن حیان ومدرسه شبانه‌روزی امام علی نام برد.
وجود تکیه‌ها و مساجد قدیمی زیبایی معنوی خاصی به شهر بخشیده است. در کنار این بناها دیدن آرامگاه۲تن از امامزادگان به نامهای سلیمه و حلیمه خاتون می باشد. معروف است خالی از لطف نیست.

## اقتصاد
اصلیترین شغل مردم بخش فندرسک کشاورزی بوده، محصولاتی مثل: گندم، برنج، پنبه و [[صیفی جات نظیر گوجه فرنگی ،خیار،کاهو،توت فرنگی ومیوههای باغی نظیر هلو ، انواع آلو،شلیل،خرمالو ،،پرتغال و نارنگی از فراورده‌های شهرخان ببین در بخش فندرسک می‌باشد.

## جاذبه‌های توریستی
حوضه آبریز رودخانه سیاه‌جوب با مساحت ۱۶٫۸۸ کیلومتر مربع در محدوده خان‌ببین واقع شده‌است.
آبشار خان به بین(آبشار شیرآباد) که در ۷ کیلومتری جنوب شهر خان به بین واقع در مسیر خود رودخانه‌ها و چشمه‌های خنکی دارد. آبشار خان به بین به شکل پله‌ای بوده و دربرگیرندهٔ ۷ آبشار است. بزرگ‌ترین آبشار آن ۳۰ متر ارتفاع داشته و دو حوضچه با عمق ۴۰ تا ۸۰ متر در پای دیواره آن به وجود آمده‌است. غار زیبای شیرآباد که مابین آبشارهای سوم و چهارم قرار دارد از جمله عجایب زیبای این جنگل زیبا می‌باشد. در واقع هرچه از آبشار اول به سمت هفتمین آبشار حرکت می‌کنید به مناطقی برخورد می‌کنید که بسیار بکر و دست نخورده باقی‌مانده‌اند. همچنین وجود جنگلهای انبوه که گونه‌های گیاهی کمیابی را در خود جای داده از مشخصه بارز این جنگلهاست. گونه‌هایی کمیاب مانند درختان سرخدار، ملچ، افراو… که به وفور در این مناطق جنگلی یافت می‌شود. در غار شیرآباد نوعی خزنده دوزیست زندگی می‌کند که به گفته زیست شناسان تنها گونه باقی‌مانده از این نوع جانور دوزیست می‌باشد که در معرض انقراض قرار گرفته است.
همچنین رشته کوه‌های این شهر مامن و مأوای بسیاری از حیوانات و جانوران وحشی نظیر خرس، پلنگ، شغال و گرگ و روباه و… می‌باشد که بغیر از این گونه‌ها، گونه‌های کمیاب و نادر دیگری از جیوانات را در خود جای داده است.

## مراکز بهداشتی
بیمارستان ۲۰ تختی امام رضا در خان‌به بین در سال ۱۳۶۸ تأسیس گردید. این بیمارستان بعنوان تنها بیمارستان تخصصی سوختگی استان با دارا بودن اتاقهای ایزوله و وان هیدروتراپی بشمار می‌رود.

## ورزش
شهر دارای یک مجتمع ورزشی و چندین سالن ورزشی با امکانات کم  می‌باشد و خاستگاه ورزشکاران در رشته‌های مختلف ورزشی مثل فوتبال٫ کشتی، دوومیدانی، رزمی، والیبال و کوهنوردی در رده‌های مختلف می‌باشد.این شهر زادگاه ورزشکار نامی و قهرمان جهان و آسیا رضا سوخته سرایی می باشد. ۰